# 京都府南部地域
京都府は旧国制度で丹後国、丹波国（一部兵庫県を含む）、山城国の3つに分けられるがその中で京都府南部地域（きょうとふなんぶちいき）とは大まかに、
1. 山城国並びに丹波国の南部、大まかに船井郡、南丹市、亀岡市、京都市、向日市、長岡京市、乙訓郡、宇治市、城陽市、久世郡、八幡市、京田辺市、綴喜郡、木津川市、相楽郡（天気予報での京都府南部。ヤマト運輸も以上を京都ターミナル管轄と扱う(北部は兵庫県の神戸ターミナル管轄)）。
2. 1のうち淀川水系（水を流せば淀川を通じ大阪湾に流れる地域）の南丹市（旧美山町を除く）、亀岡市、京都市、向日市、長岡京市、乙訓郡、宇治市、城陽市、久世郡、八幡市、京田辺市、綴喜郡、木津川市、相楽郡。
3. 山城国：2のうち京都市（旧京北町を除く）、向日市、長岡京市、乙訓郡、宇治市、城陽市、久世郡、八幡市、京田辺市、綴喜郡、木津川市、相楽郡
4. 3のうち、京都市を除いた地域 - 向日市、長岡京市、乙訓郡、宇治市、城陽市、久世郡、八幡市、京田辺市、綴喜郡、木津川市、相楽郡
5. 4のうち、向日市、長岡京市、乙訓郡を除いた地域 - 宇治市、城陽市、久世郡、八幡市、京田辺市、綴喜郡、木津川市、相楽郡

の5つの定義がなされる場合が多いが、京都市が事実上京都府の政治経済の中心であり、中部と南部の中間点にあり、人口の55%をしめるので、4もしくは5をさす場合が多い。
しかし、4は京都府の山城広域振興局の管内地域であり、その中の向日市、長岡京市、乙訓郡は地勢上も、経済上も京都市と一体にされることが多く、5の山城地区を狭義の京都府南部地域として扱われることが多い。
京都府を北部、中部、南部と分ける場合には京都市以南を指す。